# SK Dynamo České Budějovice
Az SK Dynamo České Budějovice egy cseh labdarúgócsapat.

## Története

### Korábbi nevei
- 1899 – SK České Budějovice (Sportovní kroužek České Budějovice)
- 1903 – SK Slavia České Budějovice (Sportovní klub Slavia České Budějovice)
- 1905 – SK České Budějovice (Sportovní klub České Budějovice)
- 1949 – TJ Sokol JČE České Budějovice (Tělovýchovná jednota Sokol Jihočeské elektrárny České Budějovice)
- 1951 – TJ Slavia České Budějovice (Tělovýchovná jednota Slavia České Budějovice)
- 1953 – DSO Dynamo České Budějovice (Dobrovolná sportovní organizace Dynamo České Budějovice)
- 1958 – TJ Dynamo České Budějovice (Tělovýchovná jednota Dynamo České Budějovice)
- 1991 – SK Dynamo České Budějovice (Sportovní klub Dynamo České Budějovice)
- 1992 – SK České Budějovice JČE (Sportovní klub České Budějovice Jihočeská energetická, a.s.)
- 1999 – SK České Budějovice (Sportovní klub České Budějovice)
- 2004 – SK Dynamo České Budějovice (Sportovní klub Dynamo České Budějovice)

## Játékosok

### Híres játékosai
- Karel Poborský (1984-1994), (2005-2007)
- Jaroslav Drobný (1999-2002)
- Tomáš Sivok (2000-2004)
- David Lafata (1992-2005)
- Martin Latka (2001-2003)
- Orosz Máté (2019-2020)

## Külső hivatkozások
- Az SK Dynamo České Budějovice hivatalos oldala (Cseh nyelven)